# Паметник на свободата (Кочани)
Вижте пояснителната страница за други значения на Паметник на свободата.
Паметникът на свободата (на македонска литературна норма: Споменик на слободата) в Кочани е монументален обект, изграден на хълма Локубия в северозападната част на града. Паметникът представлява голям комплекс с открити стенни конструкции, на които има мозайка, дело на Глигор Чемерски.

## Изграждане
Паметникът е изграден в периода 1975 – 1977 година от събранието на община Кочани. Чрез спогодба са събрани финансови средства на стойност 800 хил. германски марки (около 400 хил. евро). На обявения конкурс за архитекти и художници се явяват множество автори от Югославия. Комисията избира проекта на Глигор Чемерски и Радован Раченович.
Паметникът е изцяло завършен през 1981 година, а на 28 ноември 1981 на Деня на републиката (празник в СФРЮ) е официално отворен в присъствието на граждани, политици, гости и хора на изкуството.

## Значение
Положена е общо 335 m2 мозайка, на която са изобразени борбите от Илинденския период до комунистическата съпротива. Отделно са изписани имената на загиналите партизани в съпротивата от Кочани и района.
Покрай паметника е изграден и амфитеатрална сцена, на която се организират тържества, театрални представления и други събирания. Паметникът е обявен за паметник на културата и влиза в регистъра на Републиканската служба за защита на паметниците.
След 1990 година паметникът е оставен без поддръжка и се руши. Част от горната част на паметника е разрушена от граждани, а на него са изрисувани графити. Част от щетите са поправени през 2004 г.

## Галерия
- Задна страна
- Лява страна
- Дясна страна